# Ville d'Hiver
La Ville d'Hiver est un quartier d'Arcachon, commune du département français de la Gironde. Elle est née d'une opération immobilière menée au début des années 1860 par une poignée d’hommes d’affaires menés par les banquiers Émile et Isaac Pereire. Les villas qui la composent se rattachent à l'architecture dite « pittoresque », avec débauche d'éléments architecturaux empruntés à différents styles. La Ville d’Hiver a été partiellement protégée en 1943, puis en totalité en 1985 au titre des sites inscrits.

## Présentation
Haut-lieu de villégiature, la Ville d'Hiver d'Arcachon évoque les riches heures mondaines du passé à travers une série d'architectures qui s'inspirent des styles néo-classique, néogothique, du chalet suisse, de la maison coloniale ou de l'architecture mauresque. À la fin du XIXe siècle, Arcachon doit son expansion rapide aux cures en ville d'hiver (appelée à cette époque ville forestière car s'étant développée sur le dunes boisées de la « petite montagne d'Arcachon »), et la villégiature estivale dans la ville d'été (appelée à cette époque ville marine).
Les différentes villas intègrent typiquement des éléments architecturaux tels que toiture à grand débord selon la tradition du chalet, façade en brique, oriel, belvédère, tourelle, avant-corps, véranda, balcon, en une asymétrie marquant la mode pittoresque apparue au XVIIIe siècle et qui s'est développée au XIXe siècle.
La villa arcachonnaise, souvent plongée dans la verdure, emprunte ainsi son style hybride à de multiples époques, de multiples régions de la planète. L'utilisation intensive de bois découpés pour les fermes, les lambrequins et les balcons est favorisée par la mécanisation des fabriques de la région ; certains sont si finement découpés qu'on les compare à des architectures de papier.
Les noms des maisons (La Joconde, Figaro, Fantaisie, Le Moulin, Nitouche, ou Madeleine, qui a accueilli Gustave Eiffel) marquent leur époque.

### Histoire

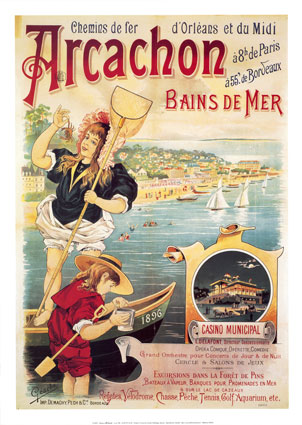
Affiche publicitaire des Chemins de fer d'Orléans et du Midi à la Belle Époque.

La Ville d’Hiver, avec ses extravagantes villas, est pratiquement construite d’un seul jet dans les années 1860, selon un plan d’urbanisation soigneusement préétabli. Elle doit son existence à l’« opportune association » d’un banquier avisé et du bacille de Koch.
Quand cette véritable ville nouvelle sort de terre, Arcachon est déjà une station balnéaire et de cure huppée. La bourgeoisie de la IIIe République est saisie d'un véritable engouement pour les bains de mer revigorants, et Arcachon devient une station de cure très prisée. Les riches négociants bordelais y ont pignon sur plage et les trains qui, depuis le rachat de la ligne Bordeaux – La Teste par la Compagnie du Midi, poussent désormais jusqu’à Arcachon même, font le plein tout l’été.
Or, les propriétaires de cette compagnie de chemin de fer, les frères Émile et Isaac Pereire, qui viennent de réussir à Paris la superbe opération immobilière du parc Monceau, s’intéressent beaucoup à la région où leur famille est fixée depuis un siècle, et sont propriétaires de milliers d’hectares de pins.
Émile, « celui qui a les idées », se demande comment rentabiliser son petit train douze mois sur douze et, pourquoi pas, monter du même coup une nouvelle opération immobilière.
Il a un coup de génie. La pénicilline, découverte par Alexander Fleming, ne sera introduite pour des thérapies qu'à partir de 1941 ou 1943, et la tuberculose, que l’on appelle encore la phtisie, fait à l’époque des ravages. On essaie de mettre les malades dans les meilleures conditions de résistance possible. Une seule prescription : bonne nourriture et, surtout, bon air. D’où la floraison d'aériums et de sanatoriums en montagne et sur la Côte d’Azur. Il n’y en a pas sur la côte atlantique, considérée comme trop venteuse. La stratégie publicitaire d'Émile est de toucher le milieu médical en utilisant des arguments autour de l'hygiénisme et du climatisme. Des médecins arcachonnais Fernand Lalesque (1853-1937) et Gustave Hameau énumèrent les bienfaits des bains de mer et remarquent que les marins et les résiniers, malgré des conditions de vie et d’hygiène déplorables, ne contractent jamais la maladie. Le médecin Pereyra, cousin des banquiers, note également qu’en traversant la forêt de pins, les vents marins perdent de leur agressivité et que ce climat océanique atténué serait parfait pour les tuberculeux. Le corps médical parisien est lui plus réservé. Pour vanter les bienfaits de la station, les frères Pereire profitent d'un congrès national de médecine à Bordeaux pour y amener, via la Compagnie du Midi, 215 médecins congressistes auxquels est offerte une excursion d'une journée à Arcachon. Il visitent la Ville d'Hiver et, enthousiasmés, envoient leurs patients dans la Ville d'Été.
La ville d’été accueille déjà des malades, s'adonnant à des bains de mer et aux bains de sable (appelés arénation, il s'agit d'ensevelissements sous le sable réputés curatifs. Émile va bientôt acheter les hauteurs d’Arcachon et les lotir. Ce sera la Ville d’Hiver, sorte de gigantesque sanatorium ouvert où les malades pourront séjourner avec leur famille, leurs domestiques, dans des maisons particulières achetées ou louées meublées. La Ville d'Hiver est, dès le départ, conçue comme une petite Suisse pour attirer les tuberculeux : la dune correspond à la montagne, les pins, ce sont les sapins, et les maisons sont conçues comme des chalets. Les villas sortent de terre comme des champignons. Toutes sont d’apparence différente mais en réalité construites pratiquement sur le même plan, à partir d’éléments industriels préfabriqués. Ces habitations tiennent des chalets suisses avec leurs grands toits à double pente et leurs balcons en bois découpé (la Suisse étant un pays montagnard où se pratique le climatisme d'altitude recommandé par les médecins). Elle sont conçues sous le signe de l'hygiénisme et de la cure climatique : sobriété et facilité d'entretien à l'intérieur pour éviter la contagion de la tuberculose (angles arrondis au niveau des sols, des murs et des plafonds, ces derniers n'ayant aucune moulure, murs peints et lavables excluant tenture et rideau) ; cheminées escamotables pour permettre aux malades de se chauffer tout en respirant l'air marin par la fenêtre (exemple à la villa Marie-Adèle) ; système de ventilation naturel qui permet de faire rentrer l’air balsamique des pins (exemple à la villa Marcelle-Marie) . À l'extérieur, accolés à la façade principale, vérandas et balcons forment une galerie de cure. Un service municipal d'hygiène, créé en vertu de la loi du 15 février 1902 relative à la politique de santé publique, impose aux locataires une désinfection périodique des maisons et du linge sous le contrôle de médecins sanitaires qui imposent aux malades l'usage du crachoir de poche individuel.
Paul Régnauld (1827-1879), neveu d'Émile Pereire et polytechnicien, choisit le site sur la pente d'une zone forestière, pour ses conditions climatiques (exposition au sud) et la présence de pins. Il lotit les dunes (140 ha achetés par la Compagnie du Midi) et dirige les travaux sur le terrain. Dans un même temps, l’urbanisme va bon train. Un parc à l’anglaise est planté. Rues et allées sont dessinées en courbe, de telle sorte qu’il n’y ait jamais nulle part, de courants d’air.
Enfin, une formidable opération de promotion lance la station en présence de l’empereur Napoléon III, de sa femme l’impératrice Eugénie et du prince impérial, leur fils : un triomphe.
Du monde entier affluent les curistes. La renommée de la Ville d’Hiver devient telle que bientôt, les gens bien-portants s’y installent aussi. Les hôtels s’ajoutent aux villas, et les riches visiteurs viennent se divertir au casino Mauresque. La ville attire les têtes couronnées de toute l’Europe, jusqu'à l'impératrice d’Autriche Sissi qui séjourne au Grand Hôtel lors de sa venue pour tenter de soulager son désespoir après la mort de son fils Rodolphe.
Émile Pereire cède le lotissement en 1867 à la Compagnie immobilière d’Arcachon, où il reste actionnaire. Son idée fait florès jusqu’aux années qui suivent la Première Guerre mondiale, qui voient la montagne conquérir la clientèle des malades tuberculeux avec la création des grands sanatoriums alpins. Le déclin s'accentue durant la Grande Dépression des années 1930. La clientèle habituelle, désargentée, déserte les fastes de la ville, sonnant le glas de l’âge d’or de la cité. À la veille de la Seconde Guerre mondiale, les autorités municipales choisissent de privilégier le tourisme balnéaire, les vocations climatiques et thermales, longtemps promues par les médecins arcachonnais, étant contestées puis combattues par les édiles au cours de la seconde moitié du XXe siècle. La Ville d'Hiver péréclite alors, échappant de peu à l'insalubrité. Elle connaît un regain d'intérêt depuis les années 1970 : les villas, disséminées dans la verdure, correspondent de nouveau à la sensibilité de l'époque et connaissent un certain dynamisme sous l'effet du tourisme culturel et de mouvements de protection du patrimoine qui incitent les municipalités et les investisseurs privés à lancer des opérations de rénovation et de réhabilitation.

### Architecture

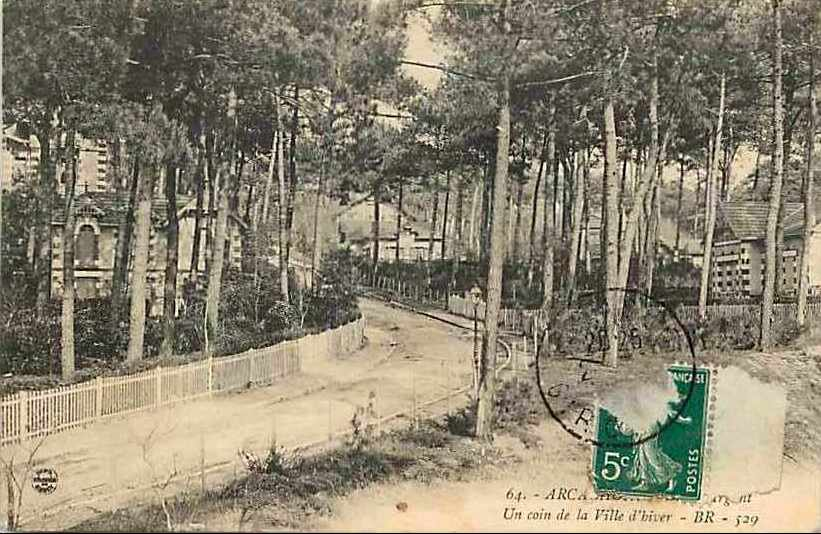
Carte postale de 1900 intitulée « un coin de la ville d'hiver ».

L'architecture balnéaire du XIXe siècle - en art, ce siècle, s'arrête en 1914 - appartient au « mouvement pittoresque », c'est-à-dire « susceptible de  fournir un sujet de tableau, de charmer les yeux et l'esprit ». Voila qui décrit parfaitement cette architecture. Elle n'est pas uniquement balnéaire, on la retrouve également dans les villes d'eau, en périphérie des villes dans les résidences secondaires, même si ce terme n'était évidemment pas utilisé à l'époque.
Pour la comprendre, il faut regarder l'ensemble constitué par la villa au milieu du jardin comme une mise en scène, un merveilleux décor de théâtre conçu pour surprendre le visiteur, l'enchanter. Cette mise en scène est le fruit de plusieurs facteurs :
- le développement des chemins de fer et de l'industrie entraîne celui d'une grande bourgeoisie très cultivée qui prend progressivement le pouvoir en remplacement de la noblesse. Cette bourgeoisie affirme sa culture par la liberté de son éclectisme, le recours aux matériaux modernes, mais souvent un certain conservatisme des formes architecturales lié au désir de se rapprocher de la noblesse. Une compétition amicale oppose les voisins, chaque villa reflétant le statut social et la culture de son propriétaire. Cette émulation entraîne une remarquable collaboration entre les architectes et leurs clients et produit une recherche architecturale  facilitée par l'apparition de nombreuses revues spécialisées. Les volumes se juxtaposent avec des décrochements de toits. Une abondante décoration d'épis de faîtage, lambrequins, dentelures, céramiques est soulignée par la multiplication des matériaux et le contraste des couleurs.
- l'intérêt pour l'histoire de France s'accompagne du développement des fouilles archéologiques, de l'Histoire de l'art et d'une redécouverte du Moyen Âge. La réhabilitation du gothique, considéré auparavant comme barbare, va se traduire par des tourelles, des charpentes apparentes, des pans de bois, des vitraux et de nombreuses formes médiévales.
- l'évolution urbaine de la société et le développement du romantisme provoquent un désir de nature qui s'exprime par l'utilisation des matériaux locaux traditionnels, l'implantation de la villa au milieu du jardin, le développement d'espaces intermédiaires entre la maison et le jardin comme les bow-windows, les belvédères, les vérandas, les balcons et les galeries. Les plantes grimpantes sur les façades et la création de jardins anglais avec leurs gloriettes, leurs grottes, leurs bassins enjambés par de petits ponts répondent au même désir.
- les ouvertures sur l'extérieur correspondent aussi à un souci d'hygiène et de « bien-être » en faisant entrer dans la villa la lumière et l'air pur. L'hygiène sera un souci fondamental de la deuxième moitié du XIXe siècle et particulièrement à Arcachon où la municipalité et les médecins prenaient des mesures draconiennes pour éviter la contagion de la tuberculose.
- la mécanisation et la fabrication industrielle vont abaisser les coûts de construction, rendant la construction de villas accessible aux nouvelles classes sociales. Les progrès techniques considérables sur la fabrication de matériaux comme le fer ou le verre  vont se traduire aussi par des formes nouvelles comme les marquises, par l'architecture métallique présente à Arcachon dans l'observatoire Sainte-Cécile, mais aussi dans les charpentes métalliques de villas ou l'ossature des bow-windows. Le ciment armé apparaît, surtout sous forme de garde-corps imitant les branches d'un arbre. Le confort moderne se développe : chauffage central, salles de bains avec eau chaude, éclairage au gaz...

Cette architecture aux apparences traditionnelles se voulait résolument moderne et novatrice. La Ville d’Hiver a été classée le 23 mai 1943, pour sa partie nord et, pour la totalité du site, le 18 septembre 1985 à l’inventaire des monuments historiques

## Les équipements publics

### Passerelle Saint-Paul et observatoire Sainte-Cécile

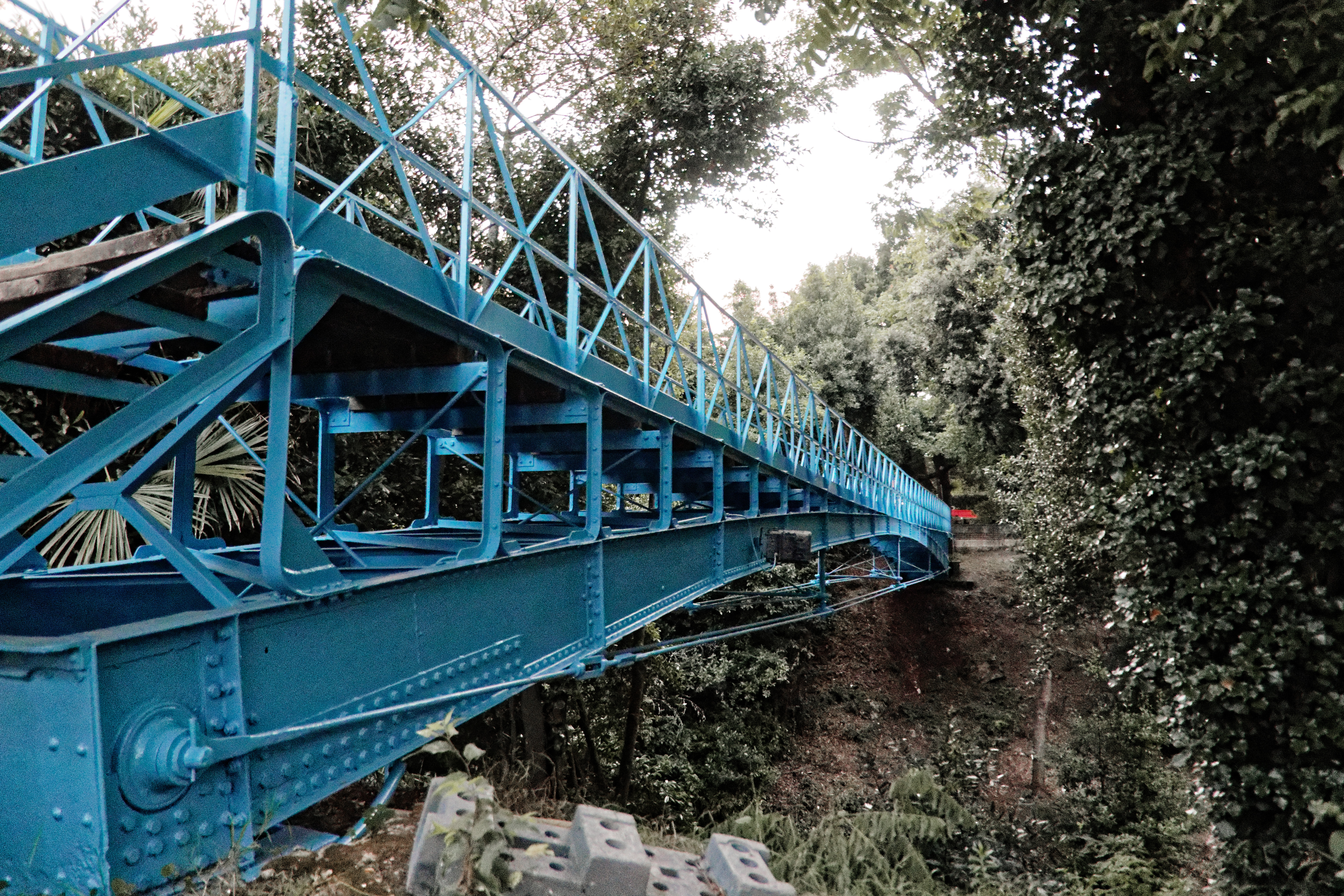
Passerelle de Saint-Paul.

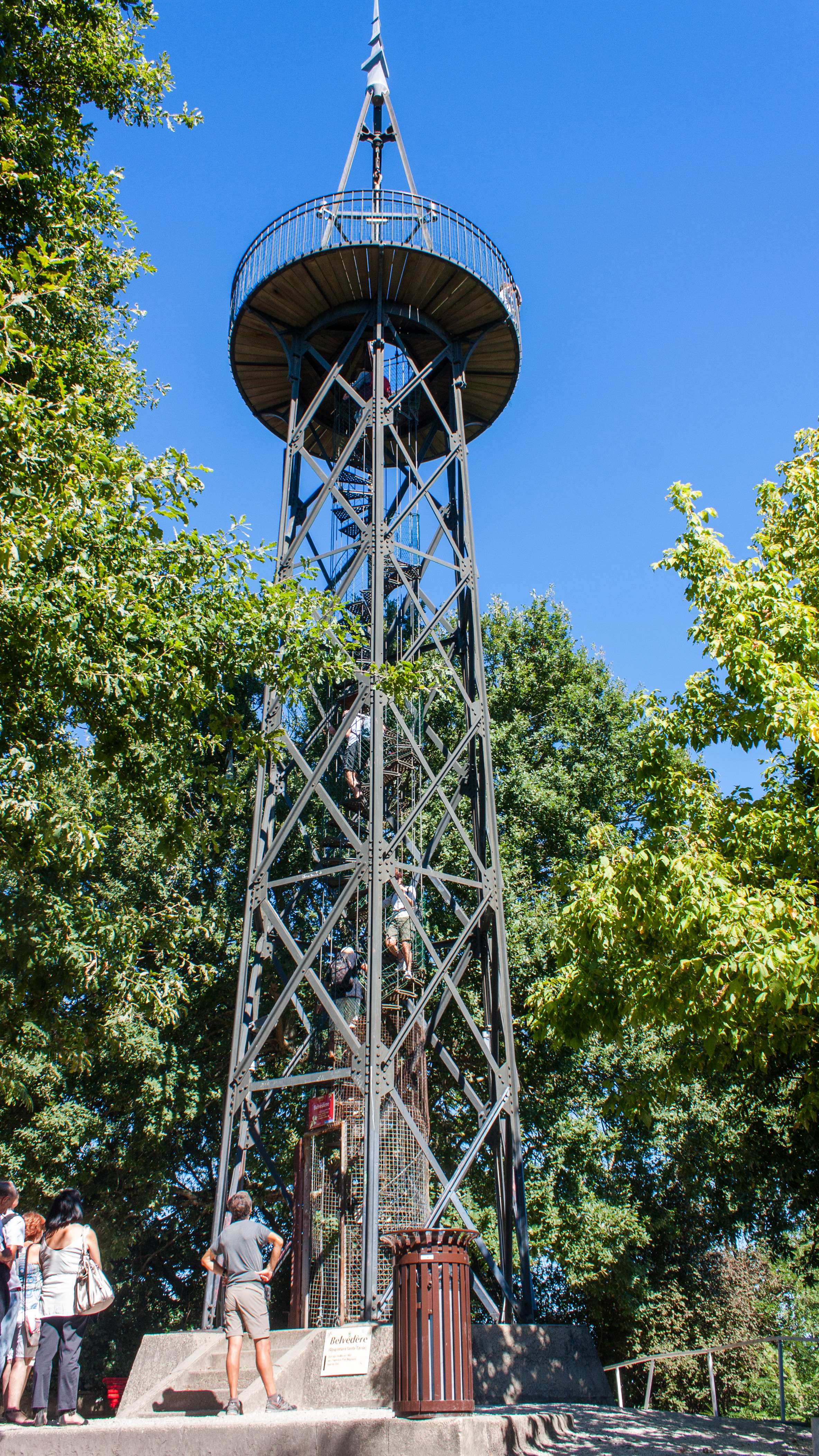
L'Observatoire de Sainte-Cécile, dont les piliers sont constitués de rails de chemin de fer, permet de contempler le bassin d'Arcachon et la forêt des Landes.

Il s'agit de deux ouvrages métalliques, la construction métallique connaissant à cette époque, une grande diffusion, grâce aux progrès de la métallurgie. Résistant, léger et facile à manipuler, le métal est bien souvent préféré à la pierre par souci d'économie. La passerelle Saint-Paul a été réalisée en 1862 par Paul Régnauld et son collaborateur Gustave Eiffel au-dessus d'un ravin de 15 m de profondeur afin de relier les collines dunaires de Saint-Paul et Sainte-Cécile. L'année suivante la passerelle est complétée par un lieu d'observation de 32 m qui sert à repérer les feux de forêt naissants des Landes et amuser la clientèle huppée de la station. À l'origine, il supporte une mâture de voilier avec sa hune et ses vergues en hommage à la marine à voile avant d'être transformé en belvédère. Ces ouvrages ont subi plusieurs campagnes de restauration en 1990, 2022 et 2023.

### Casino Mauresque
Le casino Mauresque, édifié en 1863, est aussi une réalisation de l'architecte Paul Régnauld. Il est situé au sommet d'une des dunes de la Ville d'Hiver, offrant une vue imprenable sur la ville d'été et sur le bassin d'Arcachon. Manifestement influencé par l'architecture arabe, on écrivit plus tard qu'il était inspiré de l'Alhambra de Grenade et de la mosquée de Cordoue. L'ouvrage a été détruit lors d'un incendie en 1977.
Il demeure aujourd'hui sur une surface de huit hectares le parc réalisé par les architectes-paysagistes Frusiques et Claveries, transformé en arboretum en 1992, et au milieu duquel trône dorénavant une pinasse marquant l'emplacement du bâtiment. Une sculpture de Claude Bouscau a été érigée dans le parc « Aux résistants d'Arcachon morts pour la France ».

### L'église anglicane
La présence des Britanniques devint si importante qu'une église anglicane (actuel temple réformé) fut construit. C'est l'évêque de Londres qui vint l'inaugurer en 1878.
Le révérend Radcliff y officiera quelques années...

### Place des Palmiers
Un square fut créé en 1892 en contrebas de l'église anglicane sur l'emplacement d'anciennes serres. De nombreux palmiers y sont implantés, c'est pourquoi à la base cette place se nommait « place des Palmiers. » Il s'agit de l'actuelle place Alexandre-Flemming. Un kiosque à musique marque la place, lieu de rassemblement privilégié.

### La piste de ski
Ouverte en 1938, la piste de ski a servi au slalom à la descente et même au saut à ski, la neige étant remplacée par un tapis d'aiguilles de pin. Chaque année, à partir de 1947, se courait sur la piste d’Arcachon la dernière compétition figurant sur le calendrier officiel de la Fédération française de ski au même titre que Chamonix ou Megève jusqu’à sa fermeture en 1970.
Anciennement longue de 250 m et haute de 60 m la piste du Creppins (au niveau du club hippique actuel) offrait de très bonnes conditions de glisse dues à la qualité du revêtement, bien plus glissant que le sable.
Elle rassemblait des skieurs venant de toute la France et en particulier des Pyrénées. Au programme descente, slalom et saut. Près d'une centaine de concurrents participaient. Le niveau était très relevé.
Sont ainsi venus concourir sur la piste d’aiguilles de pin, François Vignolles champion des Pyrénées, Pierre Marcou et René Jeandel champions de France, Pierre Neboit champion universitaire de slalom. Puis Lucienne Schmidt-Couttet, championne du monde en 1954, Annie Famose championne du monde et vice-championne olympique de 1957 à 1965, en 1966, Isabelle Mir (Mirabelle) championne du monde et vice-championne olympique, Gaston Perrot et Jean-Louis Ambroise membres de l’équipe de France, Jean-Pierre Famose membre de l’équipe de France universitaire.
Sont aussi venus, en 1964 tous les membres de l'équipe de France de fond ainsi que ceux de l'équipe de France de saut en 1965.

## Les villas
Les six villas suivantes sont présentées dans l'ordre chronologique de leur construction.

### Villa Toledo

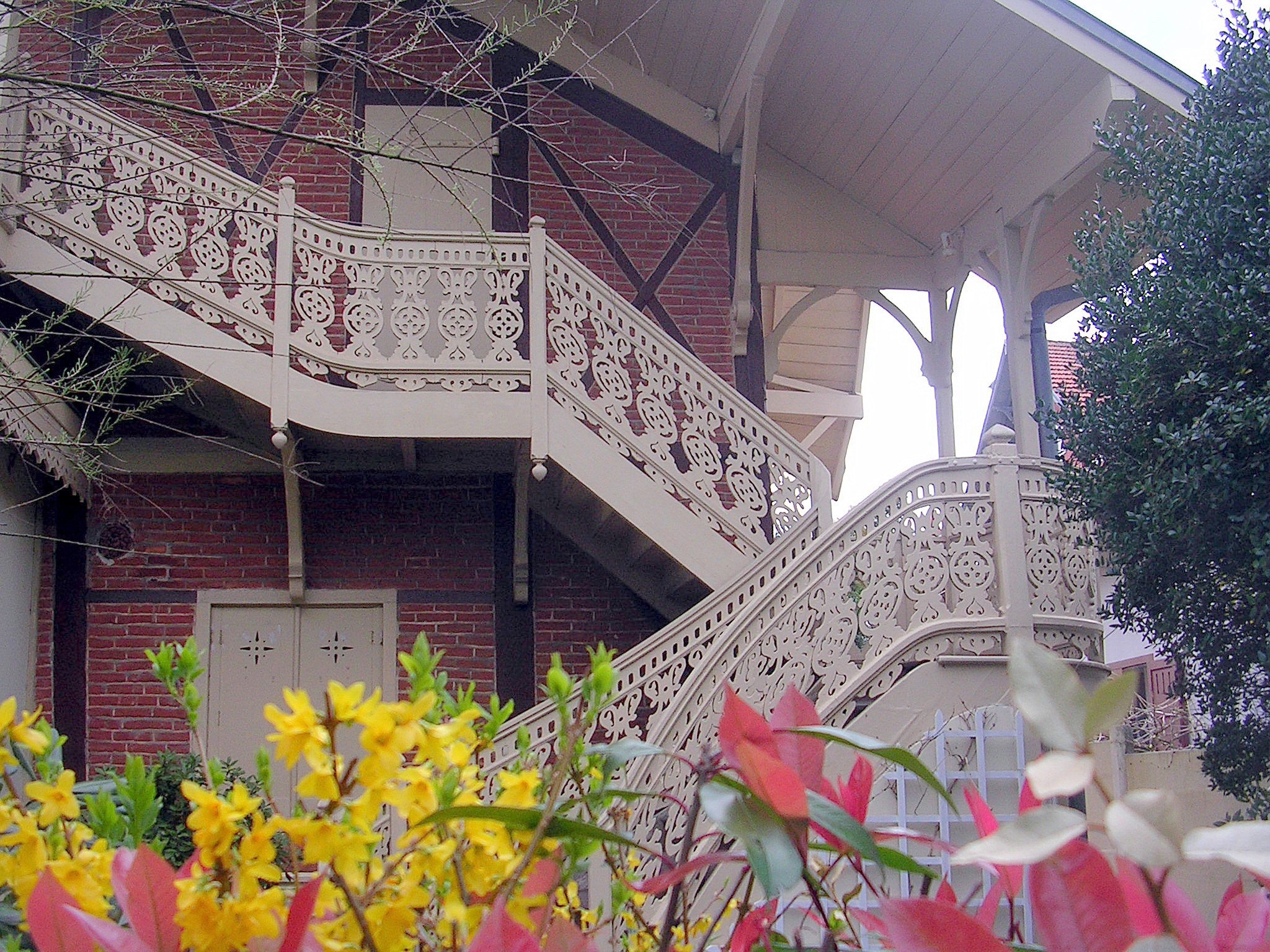
Villa Toledo, détail de l'escalier extérieur.

Le Gymnase Bertini, construit pour la Compagnie du Midi en 1862, à côté du bureau des Renseignements (Villa Antonina) et du Bazar universel (actuelle Villa Monge), est, à l'origine, une construction rustique où l'on prend des leçons d'équitation et de culture physique.
L'entrepreneur Monpermey, sous le contrôle de l'architecte Paul Régnauld, est chargé de la construction de ce bâtiment dépourvu de clôture et donnant sur l'espace public.
L'édifice possède alors un toit de chaume et une structure décorative en rondins avec balcon et escalier.
Comme la plupart des premières villas construites dans la Ville d'Hiver, le gymnase Bertini peut être considéré comme à la fois une réinterprétation du chalet suisse et une imitation des maisons à pans de bois du XVe siècle.
En 1878, le bâtiment, transformé en Villa Romeo (selon L'Avenir d'Arcachon du 24 février de cette année), a pour propriétaire Gustave Alaux (1816 - 1882), architecte départemental, qui dessine pour la Compagnie des Chemins de Fer du Midi le plan de plusieurs chalets dans la Ville d'Hiver et l'église Notre-Dame d'Arcachon.
Il transforme probablement lui-même le gymnase en villa.
La construction reste rustique, avec sa structure de bois et ses murs en briques.
Les modifications les plus marquantes concernent l'escalier, les balcons et une ferme en bois découpé.
Le nom de Toledo semble lui avoir été définitivement donné par le banquier Noël en souvenir de sa carrière menée en Espagne.
Située face au parc mauresque, cette villa de style hispanique garde un air exotique avec ses lambrequins de bois découpé et les délicats ornements en remplissage de la charpente.
Sa clôture basse, faite de planches et poteaux de bois, respecte une réglementation du XIXe siècle propre aux clôtures, destinée à maintenir un paysage naturel continu et une unité entre les parcelles visibles.

### Villa Brémontier

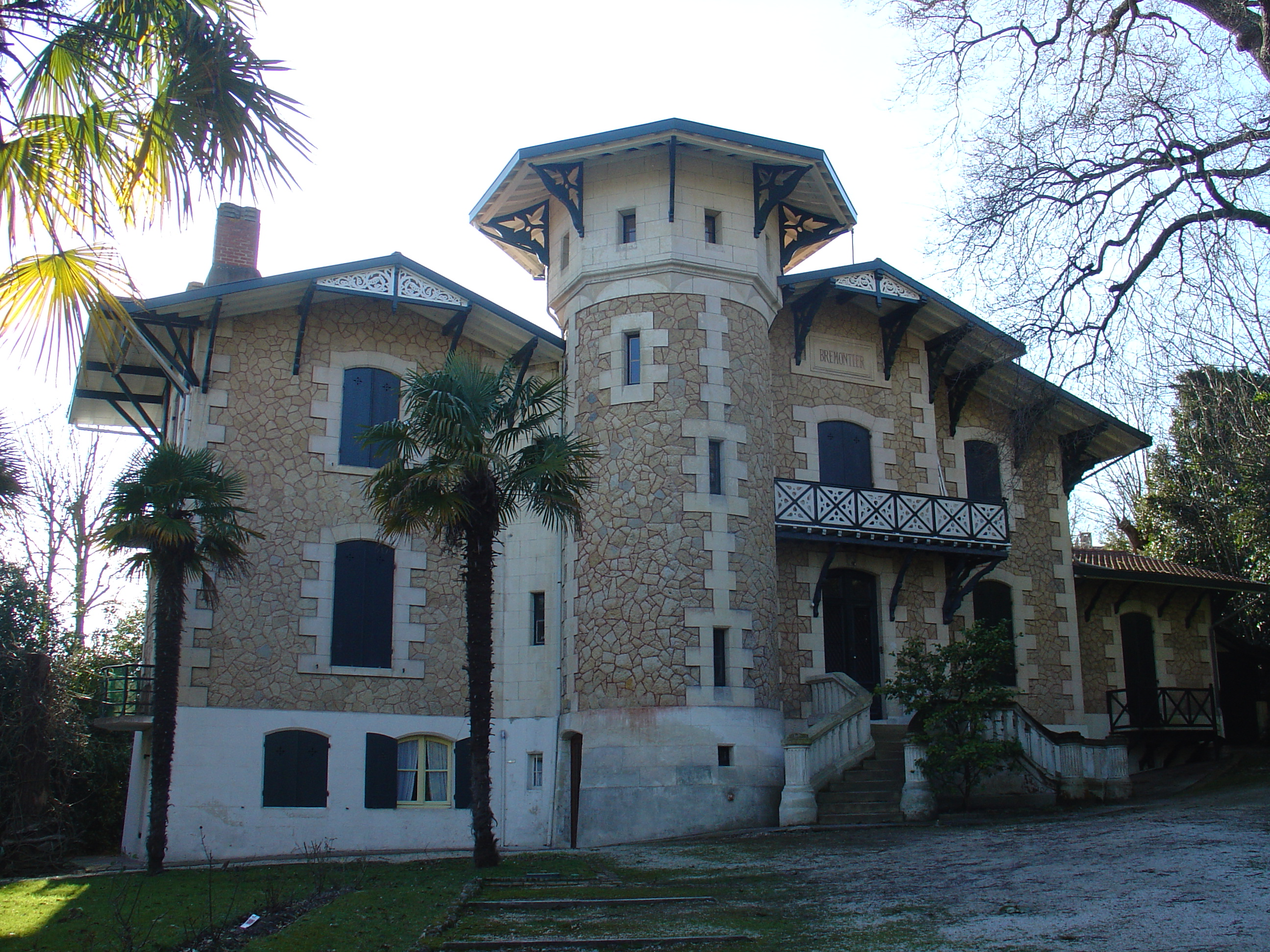
Villa Brémontier.

La Villa Brémontier, située 1, allée Brémontier, ferme la perspective de l'avenue Faust.
Elle est l'une des premières villas de la Compagnie des Chemins de fer du Midi.
Construite en 1863 sur les plans de l'architecte Paul Régnauld par les entrepreneurs Salesses et Le Thieur, elle est, de par son confort pour l'époque et avec son grand parc, bâtiments annexes, écuries et remises, une maison très recherchée, le plus prestigieux « chalet de location », qui accueille des personnages de haut rang.
Comme les premières constructions de la Ville d'Hiver, elle réinterprète le « style chalet suisse », en vogue à l'époque, avec son plan rectangulaire et son architecture compacte et fonctionnelle.
Les matériaux employés sont les mêmes que ceux des ouvrages de la compagnie de chemins de fer : des moellons assemblés avec des joints apparents, de couleur rouge, des parpaings taillés en carrière.
Le Guide pratique de Dubarreau d'août 1864 signale qu'elle possède salon, salle-à-manger, cuisine, neuf chambres de maîtres et une chambre de domestique.
La villa est agrandie et remaniée en 1866 mais dès l'origine, elle possède trois niveaux d'habitation et une tour de dimension imposante, où est logé un escalier.
Simplement chauffée à l'origine par ses cheminées, la villa est dotée vers 1898 d'une salle de bains près de la cuisine, de six cabinets de toilette, d'une « salle de repassage » et d'une salle de billard, loisir mondain qui se répand alors dans les milieux aisés (et entraîne la création d'un mobilier spécifique).
De grands balcons couverts permettent aux malades de respirer l'air des pins.
Le parc compte plusieurs essences : palmiers, chênes pédonculés, robiniers, cèdres, pins maritimes, épicéas et marronniers.

### Villa Trocadéro

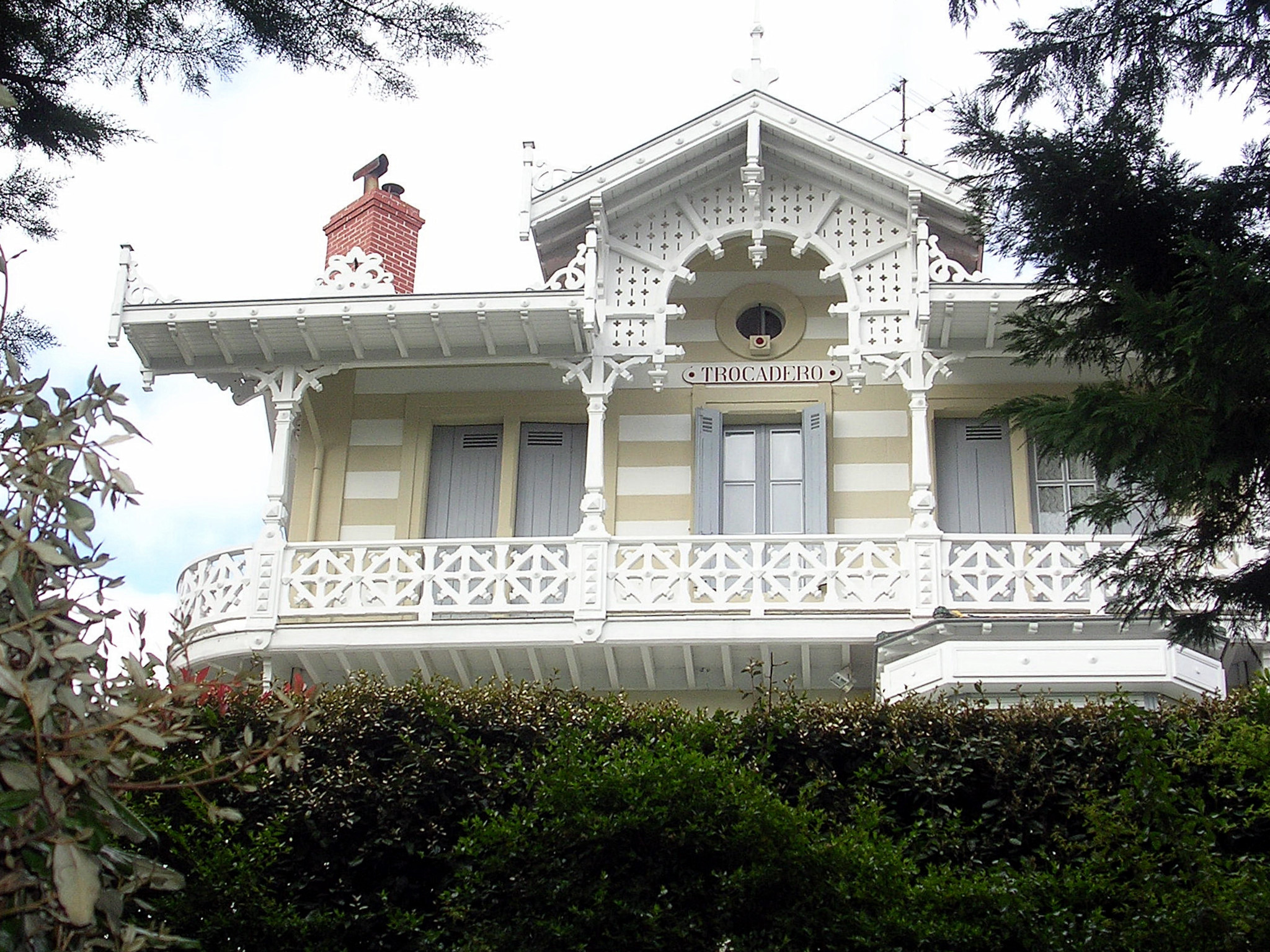
Villa Trocadéro : ancien chalet landais remanié ; croupe en toiture et décor en rive, balustrade ouvragée et arrondie aux angles, balcon en pierre.

La Villa Trocadéro, ex-Graciosa, a été construite en 1863-1864 sur le modèle du chalet suisse. C'est l'un des premiers chalets locatifs de la Compagnie du Midi.
Ses plans ont été réalisés par Paul Régnauld et l'exécution des travaux par l'entreprise Thèze.
Cette maison, au plan rectangulaire et construite en hauteur, comprenait à l'origine un salon, une salle-à-manger, une cuisine, quatre chambres de maîtres et deux de domestiques.
Vers 1900, la Villa Graciosa est complètement transformée : sa toiture est habillée en demi-croupe avec une lucarne-pignon à fenêtre débordante, et sont ajoutés une véranda et un balcon périphérique avec balustrade ouvragée et arrondie aux angles, éléments d'architecture qui évoquent les maisons coloniales des Indes.
Cette villa illustre l'engouement pour le décor en bois découpé qui faisait travailler huit usines en Gironde à la fin du XIXe siècle.
La Villa Trocadéro, située place Brémontier, espace vert aménagé au cœur de la Ville d'Hiver et lieu de rendez-vous des chasses à courre organisées par les sociétés cynégétiques arcachonnaises à la fin du XIXe siècle.
Un règlement municipal datant de 1879 et toujours en vigueur stipule qu'il est interdit de sonner du cor avant six heures du matin et après huit heures du soir.
Le buste de Nicolas Brémontier, érigé en 1878, œuvre du sculpteur Alexandre Léon, rappelle le souvenir de l'auteur du Mémoire sur les Dunes (1797), qui préconisait de fixer les dunes de Gascogne pour lutter contre « l'invasion des sables ».
Il est ainsi à l'origine du boisement des Landes de Gascogne qui transformera profondément le milieu naturel de la région d'Arcachon.

### Villa Graigcrostan

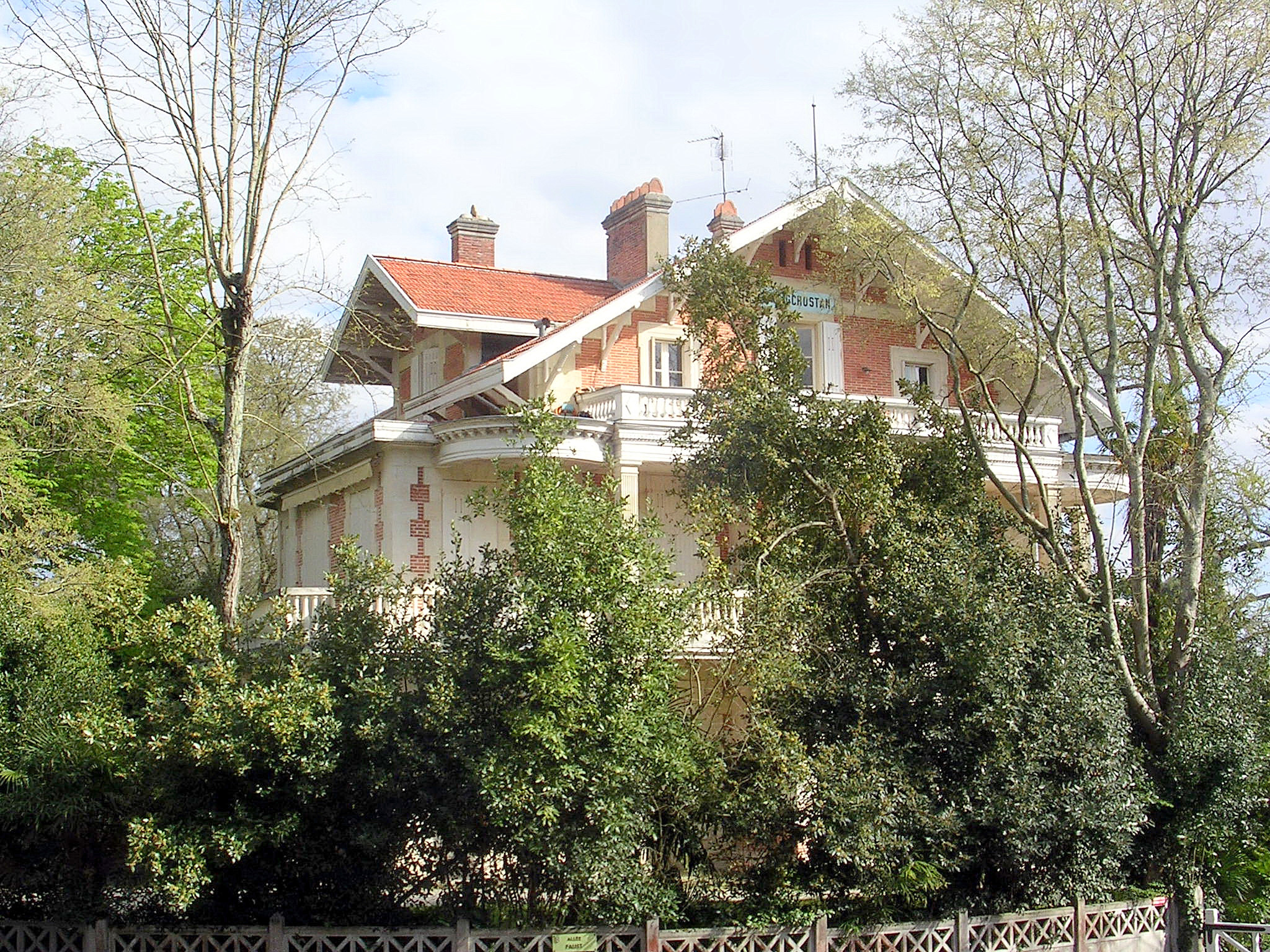
Villa Graigcrostan, vue générale.

En 1880, Laird Mac Gregor, aristocrate écossais habitué de la station qu'il fréquente pour sa santé, possède déjà les villas Glenstrae et Hermosa (Soleil levant), quand il décide d'acheter une dune sur laquelle il projette de faire construire une villa.
Ce personnage excentrique fait quotidiennement, quand il est à Arcachon, une promenade en voiture tractée par un cheval. Couvert de plusieurs plaids au départ, il les retire l'un après l'autre en des lieux précis où l'attend un valet chargé de ramener la couverture à la villa.
La Villa Graigcrostan, construite sur les plans d'un architecte londonien, est de style composite, comme beaucoup de villas construites à la fin du XIXe siècle. Elle emprunte au style « néo-palladien » ses élégantes colonnes sur deux niveaux et ses balcons à balustrade.
Ses galeries lui donnent un air colonial, son belvédère en planches peintes un air italien et sa toiture bordée de lambrequins à l'origine la rattache aux chalets suisses et s'adapte parfaitement au climat atlantique.
En 1882, selon les goûts de son propriétaire, la villa est repeinte de couleurs orange et pistache.
Le décor intérieur, venant de Londres, est en partie conservé : cheminée figurant les douze mois de l'année, lambris et vitraux colorés aux armes des Mac Gregor dans le vestibule d'entrée. Le portail d'entrée vient également d'Angleterre.
À la mort de Laird Mac Gregor en 1892, la villa passe de propriétaire en propriétaire.
Pendant la Seconde Guerre mondiale et jusqu'à la pose de la première pierre du lycée climatique en 1947, elle abrite des lycéens locaux ou réfugiés, avant d'être transformée quelque temps plus tard en aérium et garderie.
La villa a depuis été restaurée, repeinte en blanc et ses différents étages divisés en appartements privés.

### Villa Alexandre Dumas

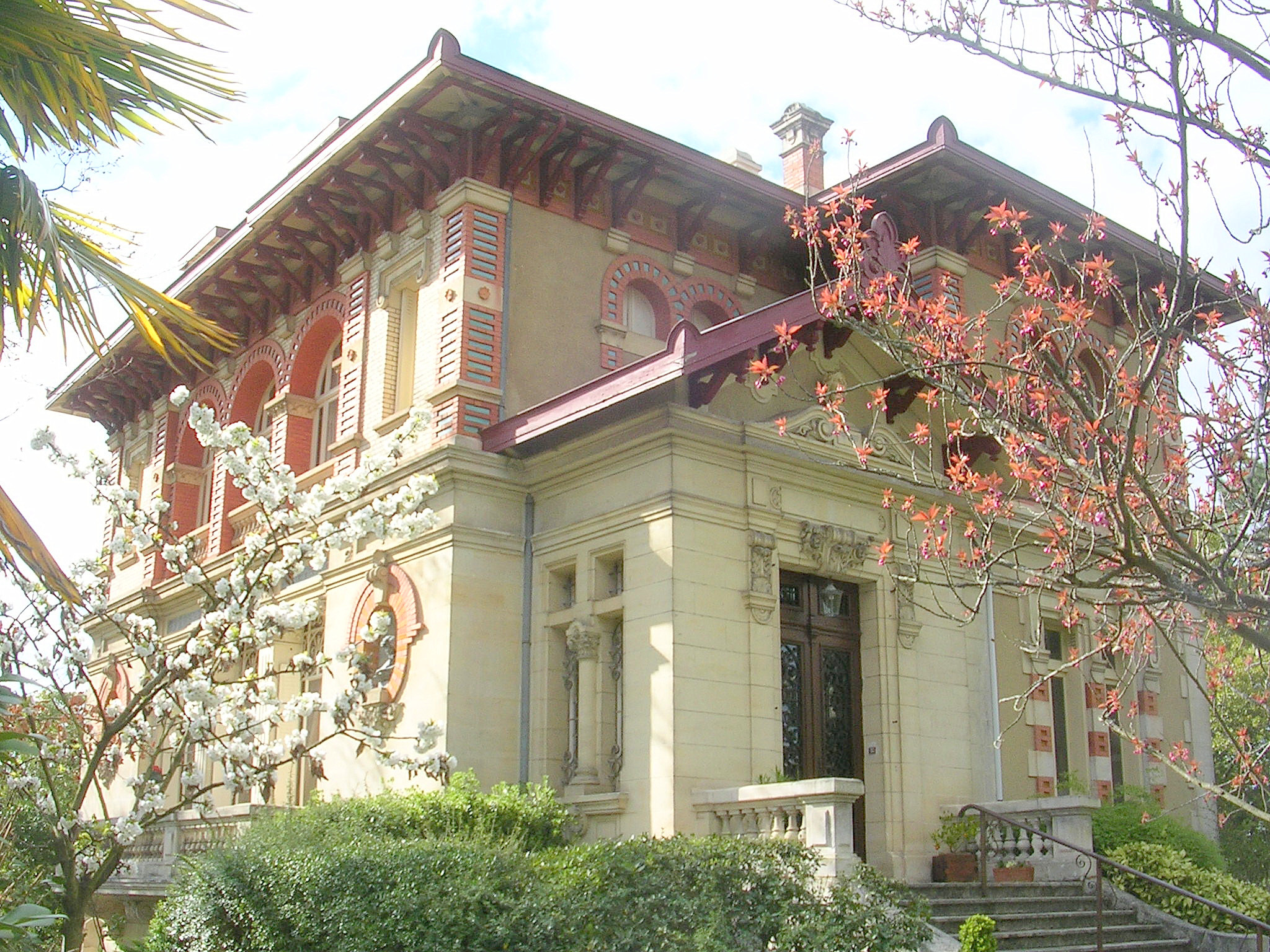
Villa Alexandre Dumas, au début du printemps.

Cette villa, comptant parmi les plus belles de la Ville d'Hiver, est construite en 1895 par l'architecte Jules de Miramont et l'entrepreneur P. Blavy.
Daniel Iffla, son premier propriétaire, est un banquier, mécène et philanthrope, qui la nomme de son surnom, Osiris. Ce n'est que vers 1907 - année de sa mort - qu'elle est rebaptisée villa Alexandre Dumas.
Très originale, elle réunit des éléments composites de style hispanique et un belvédère comparable à celui des villas rustiques italiennes. La polychromie joue un rôle important dans cet édifice, tant dans la maçonnerie que dans les ornements de bois découpé.
La villa illustre la remise de la couleur au goût du jour, soulignant les bandeaux d'arcatures des baies et les travées composées d'une alternance de briques rouges et vernissées bleues, jaunes et vertes.
Dans les niches de la façade se trouvaient des bustes, témoins du goût d'Iffa pour la statuaire - dont la tombe parisienne est surmontée d'une grande reproduction en bronze du Moïse de Michel-Ange - celui qui surmonte l'entrée est la réplique d'une des figures du Départ des Volontaires de 1792 de l'Arc de Triomphe de Paris, œuvre du sculpteur François Rude.
Le jardin, aux essences variées, met en valeur la villa; la clôture, constituée de grilles ornementées en fer forgé posées sur un mur-bahut et deux portails en ferronnerie, sépare la villa de l'espace public tout en dévoilant l'architecture du jardin.

### Villa Vincenette

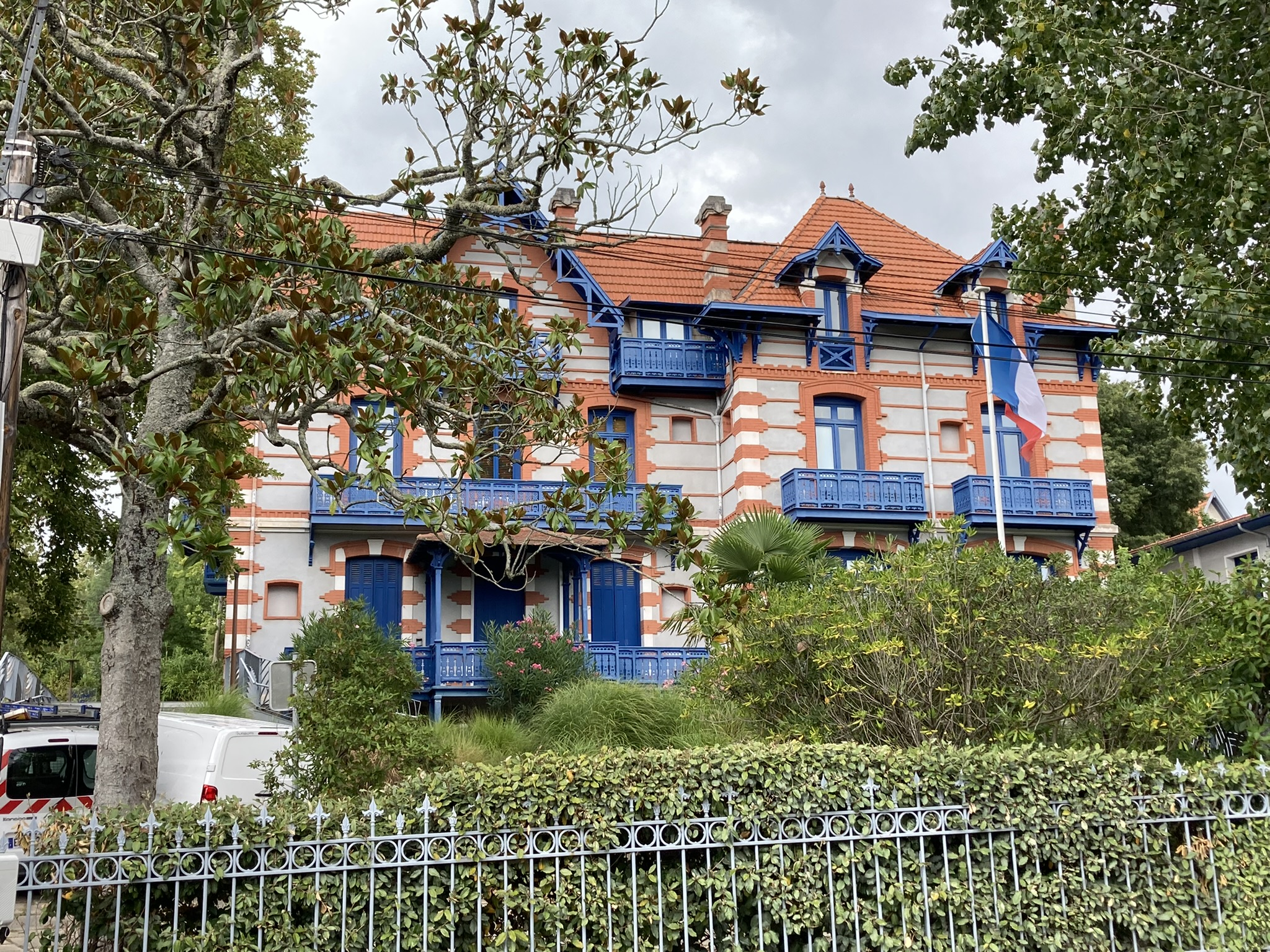
Villa Vincenette, 16 allée Corrigan.

La villa Lona est édifiée par l'architecte Marcel Ormières (1853-1941) en 1895 sur la demande de madame de Aldecoa pour une habitation personnelle. Elle prend le nom de villa Vincenette en 1930, et est acquise en 1980 par le Syndicat intercommunal du bassin d'Arcachon (SIBA), qui la fait rénover et y emménage le 14 janvier 1981. Exemple d'éclectisme architectural, la villa mélange plusieurs styles : orthogonalité et symétrie des façades propres aux canons de l'architecture néo-classique ; asymétrie des compositions par les volumes, couleurs vives et vitraux japonisants du bow-window caractéristiques de l'Art nouveau ; belvédère et polychromie qui évoque la villa de la Renaissance italienne ; décors dans les angles de chaînages de brique, polychromie des façades alternant brique rouge et pierre blanche, influence du style néo-mauresque ; toitures pentues et cheminées hautes qui soulignent la verticalité de l'édifice, empruntant à l'architecture néo-gothique ; balcons en bois découpés, avant-toits et toits à forte pente qui s'inspirent de l'architecture des chalets suisses.

### Villa Iris
Cette villa a été construite en 1925 par l'architecte Louis Gaume. Son style est Art déco ce qui est relativement rare à Arcachon. Elle évoque des références antiques revues par Andrea Palladio avec des similitudes à la villa Rotonda qu'il construisit à Vicence  entre 1566 et 1571. Un vocabulaire classique se mêle à la rectitude des lignes et aux volumes géométriques.

## Personnages célèbres
- Les frères Émile et Isaac Pereire, banquiers à l'origine de la Ville d'Hiver avec Paul Régnauld le neveu d'Émile Pereire.
- Sir Dominic Corrigan (1802 - 1880) ce médecin de la reine Victoria fit un tel éloge de l'air d'Arcachon que de nombreux Britanniques (fortunés) vinrent s'installer dans la Ville d'Hiver et les environs.
- Samuel Radcliff (1838-1913) ce pasteur s'installa dans la Ville d'Hiver en 1866 après une pneumonie. Il assurera la charge de pasteur et assurait le service religieux tous les jours de la semaine[22].
- Gustave Eiffel qui réalisa avec Paul Régnault la passerelle Saint-Paul et l'observatoire Sainte-Cécile.